# 3905 Doppler
För andra betydelser, se Doppler (olika betydelser).
3905 Doppler eller 1984 QO är en asteroid i huvudbältet som upptäcktes den 28 augusti 1984 av den tjeckiske astronomen Antonín Mrkos vid Kleť-observatoriet i Tjeckien. Den är uppkallad efter den österrikiske matematikern och fysikern Christian Doppler.
Asteroiden har en diameter på ungefär 8 kilometer.